# Danny il campione del mondo
Danny il campione del mondo (Danny, the champion of the World) è un romanzo di formazione per ragazzi del 1975 scritto da Roald Dahl. In Italia fu pubblicato per la prima volta da Salani nella collana Gl'istrici.
Dal libro è stato tratto un film nel 1989, in cui il padre di Danny è interpretato da Jeremy Irons.

## Trama
Inghilterra, anni settanta. Danny è un ragazzino di nove anni orfano di madre che vive serenamente con il padre William in una vecchia carrozza immersa nella campagna inglese. Il padre è un esperto meccanico e gestisce una piccola officina con distributore di carburanti.
La prima parte del libro è un lungo flashback in cui Danny descrive i suoi primi anni di vita. In particolare fa risaltare l'affetto e la spensieratezza con cui il padre, pur sofferente per la perdita della moglie ed impegnato sul lavoro, fa crescere Danny in un ambiente divertente, stimolante e senza preoccupazioni. Il forte legame li porta addirittura a posticipare l'iscrizione di Danny a scuola affinché il ragazzo possa imparare i trucchi della meccanica molto complicati.
Con la frequentazione della scuola, Danny si apre al mondo iniziando a frequentare coetanei, con cui ha un eccellente rapporto, ed adulti, tra cui il poliziotto del paese, austero e rigoroso, ed il preside della scuola, simpatico ma alcolizzato. Il maestro Capitano Lancaster, violento ed autoritario, sarà invece traumatizzante.
Il rapporto con il padre si complica quando Danny, risvegliatosi improvvisamente una notte senza sentirlo vicino, viene a sapere del suo più terribile segreto: William è un cacciatore di frodo. Dopo una lunga spiegazione, Danny capisce le motivazioni del padre verso il bracconaggio e gli concede qualche battuta notturna, purché avvertito.
La notte della prima uscita il padre cade fisicamente in una trappola, rompendosi una caviglia. Danny è costretto ad andarlo a cercare guidando una vecchia auto in riparazione presso l'officina. In questi momenti approfondisce il rapporto con l'anziano medico del paese, simpatico ed appassionato, anch'egli cacciatore di frodo come quasi tutti i compaesani.
Danny e suo padre meditano vendetta verso il proprietario della enorme tenuta intorno al paese, l'arrogante e strafottente Victor Hazell, ricco imprenditore birraio. Decidono quindi di boicottare la giornata di apertura della caccia al fagiano, trasformata da Hazell in un fastoso evento mondano. L'operazione, cui partecipano indirettamente diversi amici del padre, riesce quasi alla perfezione.
Il rapporto con il padre si è dunque rafforzato grazie alla complicità in questa operazione, che porterà inoltre Danny a guardare verso gli adulti con rispetto e senza timore.

## I personaggi
- Danny, il ragazzino protagonista
- William, il padre di Danny
- Victor Hazell, l'antagonista
- il Medico del paese
- il poliziotto
- il Capitano Lancaster
- il pastore e la sua famiglia

## Riferimenti
Un capitolo del libro descrive una delle favole della buonanotte che William racconta volentieri a Danny. Riguarda un gigante che vaga di notte per il mondo soffiando i sogni nelle camerette dei bambini. Si tratta della prima apparizione del Grande Gigante Gentile, protagonista dell'omonimo racconto pubblicato da Dahl nel 1982.
La reazione violenta del Capitano Lancaster, maestro di scuola di Danny, è ispirata dalle esperienze personali dell'autore, vittima di violenza da alcuni insegnanti, tra cui il futuro Arcivescovo di Canterbury, raccontate nel libro autobiografico Boy.
Altro riferimento autobiografico è sicuramente la passione per la meccanica.